# Công viên Thiên niên kỷ ở Bydgoszcz
Công viên Thiên niên kỷ ở Bydgoszcz (tiếng Ba Lan: Park Milenijny w Bydgoszczy) là một trong những công viên giải trí và nghỉ dưỡng tiềm năng ở quận Fordon, Bydgoszcz, Ba Lan, với tổng diện tích là 15 ha. Công viên tiếp giáp với phố Fordońska và sông Wisła. Cách công viên khoảng 200 mét là một cây cầu đường bộ và đường sắt bắc qua sông Wisła.

## Lịch sử
Hồ chứa nước trong công viên lần đầu tiên xuất hiện trên bản đồ địa hình từ năm 1930. Lúc bấy giờ, khu vực hồ nước được cư dân địa phương tận dụng làm nơi giải trí trong những ngày hè nắng nóng. Công viên Thiên niên kỷ ở Bydgoszcz được hình thành sau khi hồ chứa nước và cây xanh bắt đầu được cải tạo vào năm 2000. Chi phí cải tạo trong giai đoạn 2001 - 2003 là 317.000 PLN. Sau đó, một tuyến đường đi bộ nối với phố Fordońska được xây dựng. Trong dự án phát triển giai đoạn 2009 - 2014, các công tác cải tạo công viên bao gồm: bồi đắp thêm khu vực xung quanh hồ chứa nước, trồng thêm cây xanh, trùng tu đường đi và cầu thang, lắp đặt các thiết bị chiếu sáng cho các công trình kiến trúc (như cầu và khu sân chơi).

## Khám phá
Các địa điểm thu hút du khách nhất đó là xung quanh hồ chứa nước và dọc bờ sông Wisła. Ngoài ra, còn có một khu rừng già nằm giữa hồ chứa nước và sông Wisła. Bốn cây dương lâu năm đã có tên trong danh sách các di tích tự nhiên.